# 衡山坊

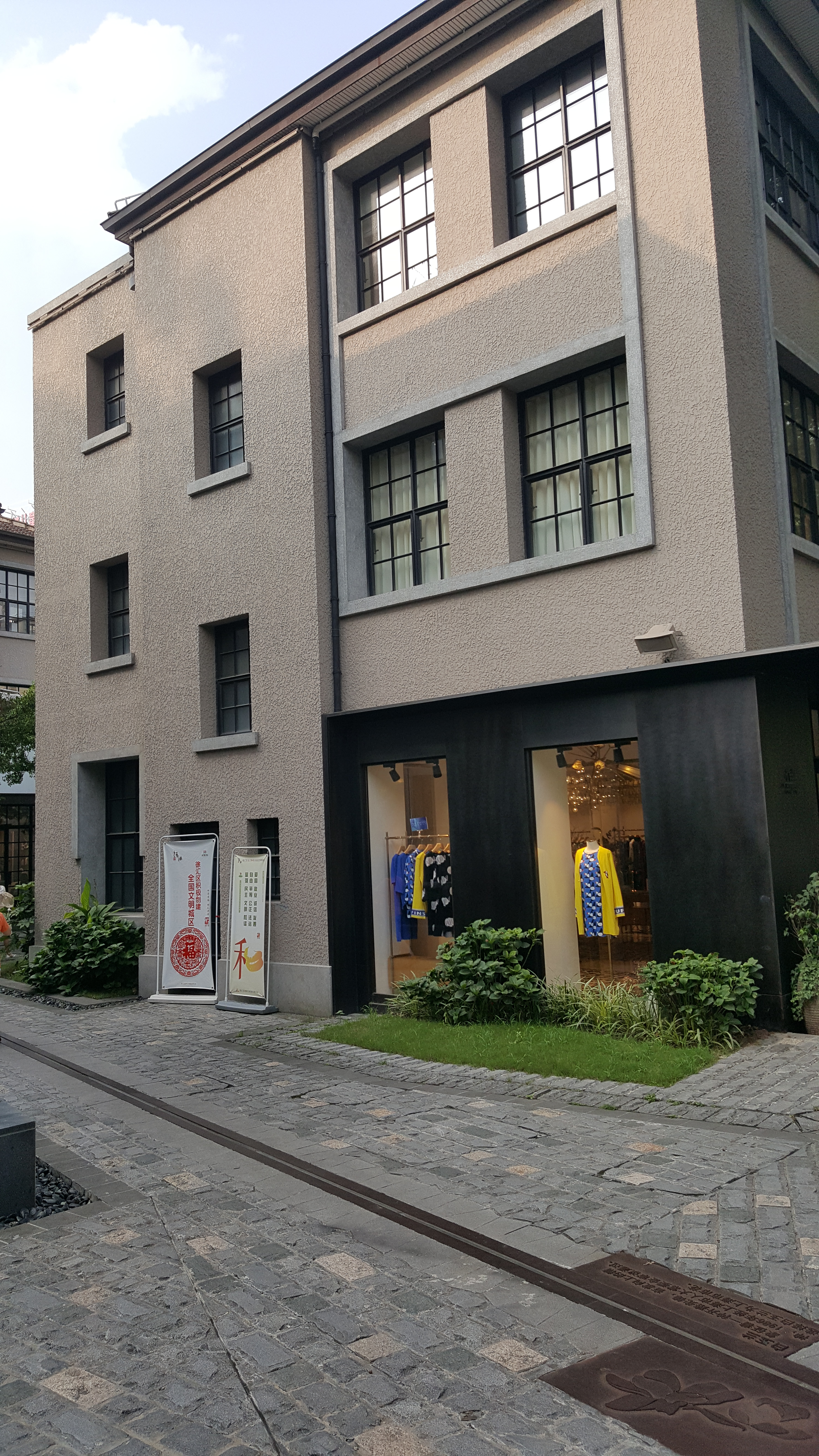
衡山坊内一处建筑

衡山坊是位于上海市徐汇区的一个花园住宅和新式里弄改造项目，原为树德坊，处于天平路以东，衡山路以北，衡山坊由11幢独立花园洋房和2排上海里弄住宅組成，內有艺术画廊、时尚品商店、餐厅酒吧、办公場所。

## 概况
项目北侧的新式里弄建于1934年，南侧的砖木结构的花园住宅建于1948年。

## 改造
2008年，树德坊所处地块以“轨道交通9号线二期（徐家汇站-肇嘉浜路站）盾构区间天平路临时施工用地”的名义进行拆迁。尔后拆迁期限屡次延长，直至2011年。此举引发了一些争议，因为实际上九号线二期已于2010年开通运营。
项目由衡复公司开发，并于2014年落成开业。